# 麟趾 (瓜爾佳氏)
麟趾（穆麟德轉寫：linjy；？—1861年），瓜爾佳氏，字蕉園，滿洲正紅旗人，勇號績勇巴圖魯，諡壯介。
咸丰元年，刑部八品筆帖式、理藩院員外郎上行走。咸豐三年，任理藩院員外郎。咸豐六年，任浙江金華府知府、署杭州府知府。咸豐八年，署寧紹台道。咸豐十年，兼署浙江布政使、任浙江杭嘉湖道，署浙江布政使。十一年（1861年）十二月，杭州城被太平軍攻破，麟趾殉國。同治三年（1864年），贈騎都尉。

## 家庭
- 祖父文华殿大学士文端公桂良。
- 父延祚。
- 母薩克達氏百保（字友蘭，別號長白女史），著有《冷紅軒詩集》二卷并附詞。麟趾之父早亡，由母养大成人。麟趾殉难时，其母百保怀子布政史印，投池死（据恩华《八旗艺文编目》）。其胞姊薩克達氏，嫁内务府正黄旗汉军張玉年（其祖父乾隆壬辰（1772）进士百齡），胞兄道光甲辰科进士崇保，父奉天府尹興科。
- 子勝懋。